# Кастельский, Валерий Владимирович
Валерий Владимирович Кастельский (12 мая 1941, Москва, РСФСР, СССР — 17 февраля 2001, Москва, Россия) — советский и российский пианист, профессор Московской консерватории, Заслуженный артист РСФСР (1984), Народный артист Российской Федерации (2000), возглавлял фортепианное отделение Московской государственной консерватории имени П.И.Чайковского (2000—2001).

## Биография
В 1958 году окончил с золотой медалью музыкальную школу им. Гнесиных по классу Е. С. Канторович.
В 1963 году с отличием окончил Московскую консерваторию по классу Г. Г. Нейгауза, в 1965 году завершил курс аспирантуры. Студентом консерватории принимал участие в Международных конкурсах, становился лауреатом конкурса им. Шопена в Варшаве (1960), конкурса им. М.Лонг-Ж.Тибо в Париже (1963), конкурса Баварского радио в Мюнхене (1967).
Гастролировал в СССР и за рубежом (Франция, Германия, США, Япония, Шри-Ланка, Алжир, Сингапур, Бельгия, США, Куба, Финляндия и др.). В репертуаре Валерия Кастельского большое место занимала музыка композиторов-романтиков. Фирмой «Мелодия» было выпущено 10 пластинок с записями сочинений Моцарта, Бетховена, Шопена, Скрябина, Брамса, Равеля, в исполнении Валерия Кастельского.
Похоронен на Ваганьковском кладбище.

## Награды и звания
- Народный артист Российской Федерации (18 ноября 2000 года) — за большие заслуги в области искусства[2].
- Заслуженный артист РСФСР (23 апреля 1984 года) — за заслуги в области советского музыкального искусства[3].